# Slag bij de douanevestiging te Iquique

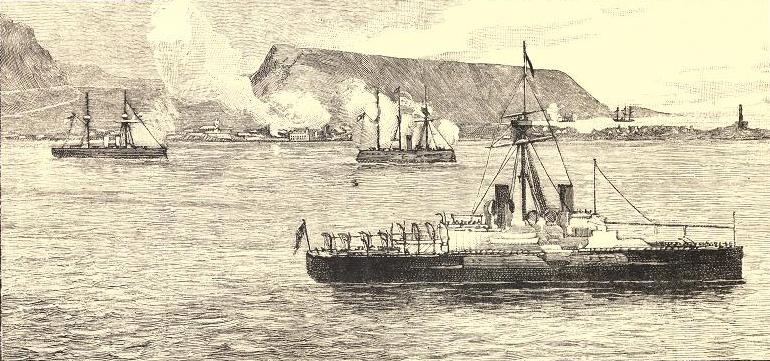
Het bombardement van Iquique

De Slag bij de douanevestiging te Iquique (Combate de la Aduana de Iquique) vond op 19 februari 1891 plaats tijdens de Chileense Burgeroorlog.
Op 17 februari 1891 viel Iquique zonder slag of stoot in handen van het rebellenleger van het Congres dat streed tegen het regeringsleger. Op 19 februari ondernam het regeringsleger, dat onder bevel stond van luitenant-kolonel José María Soto Pereira, een poging om de stad weer onder controle van de regering te brengen. Zij vielen het gebouw van de douane in Iquique aan, maar de aanval werd afgeslagen door een groep paramilitaire politie-agenten onder commandant Vicente Merino Jarpa. Hoewel in de minderheid, werden zij ondersteund door de schepen Esmeralda en Blanco Encalada die de manschappen van Soto onder vuur namen met kanonnen. De regeringstroepen dreigden het onderspit te delven en dankzij de bemiddeling van de Britse schout-bij-nacht Charles Hotham sloten de strijdende partijen een wapenstilstand die op 20 februari zou verlopen. Soto hoopte dat voor die tijd versterkingen zouden komen. Toen deze echter uitbleven - het Congres zond echter wel versterkingen - tekende luitenant-kolonel Soto op 20 februari aan boord van het Britse marineschip Warspite ten overstaan van commandant Merino en onder toeziend oog van Hotham de capitulatie. Iquique vanaf nu definitief in handen van de rebellen en een paar maanden later werd het de zetel van de Junta de Gobierno de Iquique (Junta van de Regering van Iquique).

## Bron
- Kunz, Hugo: Der Bürgerkrieg in Chile : mit Porträts, Karten und Plänen. F. A. Brockhaus, Leipzig 1892, p. 41

Zapiga · Alto Hospicio · Punitaqui · Pisagua · Dolores · Huara · Aduana Iquique · Itata-incident · Pozo Almonte · Valparaíso · Caldera · Vallenar · Slachting bij Lo Cañas · Concón · Viña del Mar · Placilla · Baltimorecrisis